# Sineugraphe rhytidoprocta
Sineugraphe rhytidoprocta är en fjärilsart som beskrevs av Charles Boursin 1954. Sineugraphe rhytidoprocta ingår i släktet Sineugraphe och familjen nattflyn. Inga underarter finns listade i Catalogue of Life.